# Polycarpaea staminodina
Polycarpaea staminodina är en nejlikväxtart som beskrevs av Ferdinand von Mueller. Polycarpaea staminodina ingår i släktet Polycarpaea och familjen nejlikväxter. Inga underarter finns listade i Catalogue of Life.